# モリヒバリ

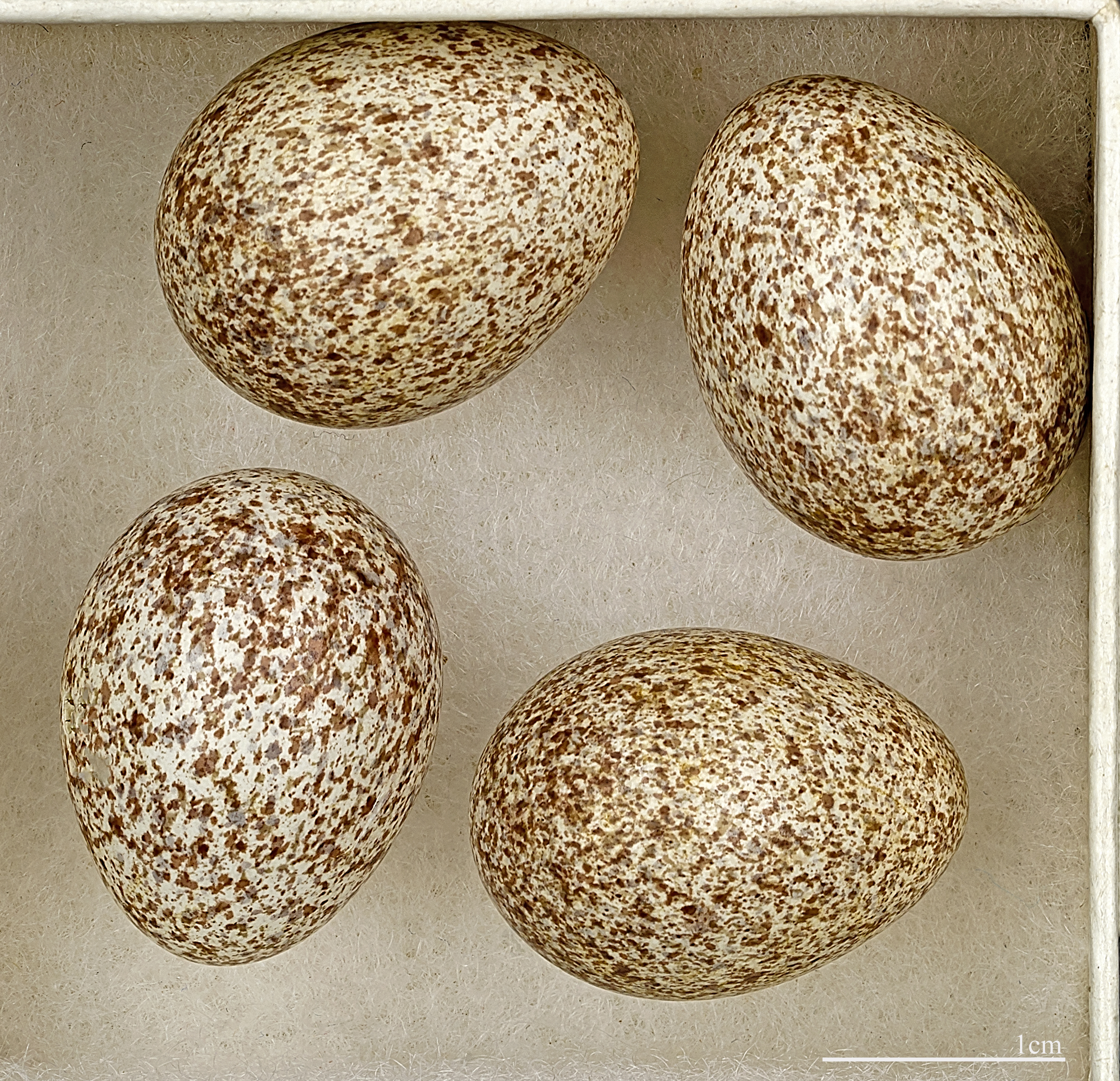
Lullula arborea

モリヒバリ（英: Woodlark）はモリヒバリ属に分類される唯一の鳥である。

## 分布
中東から北アフリカの山岳地帯にかけて、ヨーロッパ全域に生息する。西ヨーロッパに特に多く生息し、東に住むものは渡り鳥で、南方に移動して越冬する。中央～西に住む鳥も南へ渡ることがある。

## 形態
全長約13.5cm-15cm。他のヒバリと同様に、主に褐色で下部は色が薄く、地面と区別がつきにくいような擬態をしている。しかし上頸の白い毛はよく目立つ。飛行時には短い尾と短くて幅の広い翼が見える。尾は白いが、他のヒバリと異なり、翼の下部は白い縁取りがされていない。

## 生態
マツの木や地面など開けた場所、特にヒースで生活する。地面に作る巣では一度に6個までの卵を産む。抱卵はメスが行う。
地面で採食し、営巣期には主に無脊椎動物を食べるが、冬には植物質のものが多くの割合を占めるようになる。

## 人間との関係
英語の属名（Lullula）は高いところから飛ぶ時に発する、その甘く悲しげな鳴き声から付けられた。